# Cophella picta
Cophella picta är en insektsart som beskrevs av Morgan Hebard 1928. Cophella picta ingår i släktet Cophella och familjen syrsor. Inga underarter finns listade i Catalogue of Life.